# 펜타시큐리티
1997년에 창립된 펜타시큐리티(주)는 대한민국 서울 여의도에 본사를 둔 사이버보안 전문기업이다. 펜타시큐리티는 웹, 데이터, 인증 보안과 같은 기업정보보안부터 사물인터넷(IoT), 클라우드 보안 제품 및 서비스를 제공하고 있다. 펜타시큐리티는 정부기관, 대기업, 중소기업 사업자, 교육기관, 금융기관, 의료기관 등을 포함하여 국내외 10,000여 고객을 보유하고 있다.
연구소를 통한 독자적인 기술 연구 개발
펜타시큐리티는 자체 연구소를 통해 펜타시큐리티만의 독자적인 기술 연구가 가능하다. 또한 기술인력 비중은 총 기업 인원의 약 60%로 그 비중이 크다. 펜타시큐리티의 연구소는 총 세 개로, PENSL, PICL, PEBL이 있다. PENSL은 펜타보안기술연구소(Penta Security Technology Lab)의 줄임말로, WAAP 솔루션 WAPPLES, 암호 플랫폼 D.AMO, 인증 플랫폼 iSIGN의 기술 개발을 담당한다. PICL은 IoT 융합보안연구소(PICL, Penta IoT Convergence Lab)의 줄임말로, 스마트카, 스마트홈, 스마트팩토리 등 IoT 보안 솔루션의 기술 개발을 담당한다. PEBL은 펜타 블록체인 연구소(PEBL, Penta Blockchain Lab)의 줄임말로, 블록체인 상호운용성 및 확장성 연구를 진행한다. 펜타시큐리티는 연구소 내 특성화 고등학교 출신 및 산학협력 프로그램을 진행하면서 보안인력 양성에도 적극적으로 나서고 있다.
관계사
펜타시큐리티의 관계사로는 자율주행보안 및 모빌리티 플랫폼 전문기업 ‘아우토크립트(AUTOCRYPT)’와 공정데이터 마켓 플랫폼 전문기업 ‘아모랩스(AMO Labs)’가 있다. 아우토크립트는 펜타시큐리티의 IoT 융합보안연구소에서 7년 동안 연구, 개발해 2015년 런칭한 자동차 보안 솔루션이다. 미래차, 교통보안 강화를 위해 아우토크립트 사업본부는 2019년 별도 법인으로 분사했다.

## 제품 및 서비스
웹 애플리케이션 및 API 보안: WAPPLES (와플)
2005년 출시된 WAPPLES은 기존 웹방화벽의 기능 뿐만 아니라 웹 보안에 필요한 API 보안, Bot 완화, DoS 방어의 기능을 하는 WAAP(Web Application and API Protection) 솔루션이자 지능형 웹방화벽이다. WAPPLES은 자체 개발한 지능형 탐지 엔진(COCEP)을 이용하여 API 공격을 포함하는 신종 웹 공격 유형에 즉각적으로 대처한다. WAPPLES은 머신러닝 기반의 자가점검 기능을 제공해 관리자의 부담을 최소화하고 보안성을 향상한다.
관련 제품으로는 여러 대의 WAPPLES을 원격으로 관리하는 통합 관리 솔루션 '와플 컨트롤 센터(WAPPLES Control Center)’가 있다. 

데이터 암호 플랫폼: D.AMO (디아모)
D.AMO는 데이터 암호 플랫폼으로 다양한 환경에서 IT 시스템 전 계층에 대한 암호화를 제공한다. 또한 안전한 데이터 보안을 구현하기 위해 키 관리, 접근제어, 감사, 모니터링 등 통합 데이터 보안 기능을 제공한다. D.AMO는 1990년대부터 API, PLUG-IN, Hybrid방식 등 다양한 암호화 방식 컨셉을 주도하여 D.AMO는 특정 암호화 방식만을 사용하는 것을 지양하고 고객환경에 최적화된 암호화 기술을 적용한다. 이에 따라, 고객 시스템 아키텍처에 맞춰 성능과 보안성을 최적화하여 적용할 수 있도록 다양한 제품군을 보유 및 제공한다.
관련 제품으로는 대규모 데이터베이스 환경의 데이터 암호화 시스템 통합관리 도구 ‘디아모 컨트롤 센터(D.AMO Control Center)’, 암호화 키의 생성부터 폐기까지 키 라이프사이클 관리 솔루션 ‘디아모 KMS(D.AMO KMS)’등이 있다.

오픈소스 데이터베이스 보안 솔루션: MyDiamo (마이디아모)
2013년 출시된 MySQL 전용 오픈소스 데이터베이스 보안 솔루션이다. D.AMO의 암호화 기술과 노하우를 반영하여 개발됐으며, MySQL에 이어 MariaDB 또한 완벽하게 지원하도록 개편되었다. DB의 암복호화 외에도 접근권한 관리, 감사 기능 등을 아우르는 통합적인 보안 기능을 제공하며, GDPR, HIPPA, PCI-DSS 등과 같은 컴플라이언스를 충족한다. MyDiamo는 웹사이트(www.mydiamo.com)에서 다운로드 받아 사용 가능하며, 비상업적 개인은 무료로 사용 가능하다.

인증 보안 플랫폼: iSIGN (아이사인)
iSIGN은 다양한 IT 환경에서 사용자 뿐만 아니라 IoT 기기에 대해 안전한 인증 서비스를 제공하는 통합인증 보안 플랫폼이다. 국정원심사규정 및 전자금융감독규정과 같은 주요 컴플라이언스를 준수한다. 관련 제품으로는 모바일 기반 간편·다중 인증(MFA, Multi-Factor Authentication) 솔루션 iSIGN PASS, SSO 통합 인증 서버와 모바일 기반 간편 인증 솔루션을 결합한 엔드포인트 인증 솔루션 iSIGN Endpoint Authentication 등이 있다.

SaaS 보안 플랫폼: Cloudbric (클라우드브릭)
Cloudbric(클라우드브릭)은 대한민국 최초의 SaaS 보안 플랫폼이다. 2015년, 클라우드 보안 솔루션 Cloudbric WAF+를 국내 최초로 런칭했으며, 이후 WAAP, Public Cloud Security, ZTNA, 보안 앱, 사이버 위협 정보 플랫폼 등 다양한 분야의 보안 서비스를 제공하고 있다.
클라우드브릭은 간단한 온라인 가입 및 결제를 통해 웹서비스를 운영하고 있는 사람이면 누구나 손쉽게 고성능의 웹방화벽 서비스를 이용할 수 있도록 개발되었다. 보안 기능 별로 가격정책이 나눠져 있지 않고 사용한 월별 웹 트래픽만큼 비용을 지불하면 되기 때문에 그간 고가의 웹방화벽 장비를 도입하기 어려웠던 스타트업이나 중소기업들도 비용 부담 없이 웹 방화벽 서비스를 받을 수 있다.

## 기술 현황
세계 최초 쿼리변환 장치 이용 DB 암호화 기술 개발
세계 최초 특성유지 암호화 데이터 보안기술 개발
세계 최초 오픈소스 데이터베이스용 암호화 제품 개발
국내 최초 RFC2510 공개키 기반 제품 개발
국내 최초 스마트팩토리 보안 솔루션 Penta Smart Factory Security 출시
국내 최초 스마트미터링 보안 솔루션 Smart Metering Security 출시
국내 최초 인덱스 컬럼 암호화 개발
국내 최초 SaaS형 보안 플랫폼 Cloudbric 출시
국내 최초 KCDSA 전자서명 시스템 개발
국내 최초 스마트카 보안 솔루션 AutoCrypt 출시

## 주요 수상
2003.01 전자정부 구현 공로 “행자부장관 표창” – 행정자치부
2008.02 한국정보보호산업협회장상 – 한국정보보호산업협회
2009.11 신기술실용화 “국무총리 표창” – 지식경제부
2013
제12회 대한민국 SW기업 경쟁력 대상 “정보보호SW부문 최우수상” 수상 – 한국소프트웨어산업협회
WAPPLES, 2013 올해의 웹방화벽 수상 – 프로스트 앤 설리반
대한민국 IT Innovation 대상 “미래창조과학부장관 표창” 수상 – 미래창조과학부
2014.06 WAPPLES, 2014 올해의 웹방화벽 수상 – 프로스트 앤 설리반
2015.09 WAPPLES, 2015 올해의 웹방화벽 수상 – 프로스트 앤 설리반
2015.10 Cloudbric, NCSAM 챔피언 선정 – 미(美) 국가사이버보안협의회(NCSA)
2016
- WAPPLES 및 MyDiamo, 2016 Cyber Defense Magazine Awards 수상 – 미국 Cyber Defense Magazine
- 펜타시큐리티, 제 22회 정보통신망 정보보호컨퍼런스 우수기업대표 표창장 수상 – 한국인터넷진흥원 & 한국정보보호학회
- Cloudbric, 최고의 중소기업 보안 솔루션(Best SME Security Solution) 수상 – SC Magazine UK
- 펜타시큐리티, 제 13회 아시아·태평양 ICT 어워드 ’2016 최고의 보안 기업’ 부문 수상 – 프로스트 앤 설리반
- MyDiamo, 2016 20 Most Promising DB Technology solution providers 선정 – CIO review
- Cloudbric, NCSAM 챔피언 선정 – 미(美) 국가사이버보안협의회(NCSA)
2017
- Penta Smart Factory Security, IoT 부문 Bronze 수상 – Cybersecurity Excellence Awards
- D.AMO, Database Security 부문 Gold 수상 – Cybersecurity Excellence Awards
- 펜타시큐리티, ASOCIO ICT Company 우수기업 선정 – ASOCIO(Asian-Oceanian Computing Industry Organization)
2018
- Cloudbric Labs, 올해의 사이버 보안 프로젝트(아시아 태평양) 부문 Gold 수상 - Cybersecurity Excellence Awards
- Cloudbric WAF+, 웹 사이트 보안 부문 Bronze 수상 - Cybersecurity Excellence Awards
- Cloudbric, Global Excellence Awards에서 올해의 보안 Startup 수상 - Annual Info Security PG
- Cloudbric, 기술 개발 혁신 부문 Silver 수상 - Stevie Awards
2019
- AutoCrypt, Best Auto Cybersecurity Product/Service 수상 – TU-Automotive Awards
- 펜타시큐리티, 산업통상자원부장관 수출관리부문 표창 수상 – 산업통상자원부
- Cloudbric WAF+, Hot Company Website Security 수상 - Cyber Defense Magazine Awards
2020
- MyDiamo, ‘최고의 DB 보안 솔루션(Best Database Security Solution)’ 부문 Finalists 선정 – SC Magazine US
- WAPPLES, Fortress Cyber Security Awards Application Security 수상 –  Business Intelligence Group(BIG)
- Penta IoT Security, APAC IoT-based Smart Security Solution Technology Innovation Award 수상 – 프로스트 앤 설리반
- 이석우 의장, IT서비스 공로기업인상 수상 – 한국IT서비스학회
- Cloudbric RAS, ‘Best Service To Combat and Reduce the Impact of COVID-19’ 부문 Silver 수상 - Golden Bridge Awards
2021
- 펜타시큐리티, Most Innovative Cybersecurity Company 부문 Gold Winner 수상 – Cyber Security Excellence Awards
- 펜타시큐리티, Best Cybersecurity Company 부문 Gold Winner 수상 –  Cyber Security Excellence Awards
- 펜타시큐리티, Company of the Year | Security Hardware 부문 Gold Winner 수상 –  Cyber Security Global Excellence Awards, Globee Awards
- 펜타시큐리티, Most Innovative in Web Application Security 수상 – Global InfoSec Awards, Cyber Defense Magazine
- 펜타시큐리티, Overall Web Security Solution Provider of the Year 수상 – CyberSecurity Breakthrough Awards
- 펜타시큐리티, Most Innovative Cybersecurity Company 부문 Gold Winner 수상 – Cyber Security Excellence Awards
- 펜타시큐리티, Best Cybersecurity Company 부문 Silver Winner 수상 –  Cyber Security Excellence Awards
2022
- Cloudbric WMS, AWS Cloud Security(ASIA) 부문 Silver 수상 - Cybersecurity Excellence Awards
- Cloudbric WAF+, Web Application Security(ASIA) 부문 Gold 수상 - Cybersecurity Excellence Awards
- Cloudbric, Best Cybersecurity Startup(ASIA) 부문 Gold 수상 - Cybersecurity Excellence Awards
- Cloudbric WAF+, Best Cloud Security Company(ASIA) 부문 Silver 수상 - Cybersecurity Excellence Awards
2023
- 펜타시큐리티, 웹방화벽 부문 올해의 보안기업(South Korean Web Application Firewall Company of the Year) 수상 –  프로스트 앤 설리반
- Cloudbric PAS, Best Service “To Combat and Reduce the Impact of COVID-19” Bronze 수상 - Golden BridgeBusiness and Innovation Awards
- Cloudbric PAS, Best Product “To Combat and Reduce the Impact of COVID-19” Bronze 수상 - Golden BridgeBusiness and Innovation Awards